# 広島県道72号福山沼隈線
広島県道72号福山沼隈線（ひろしまけんどう72ごう ふくやま ぬまくません）は、広島県福山市にある県道（主要地方道）である。

## 概要
福山市における中心市街地域と沼隈地域を結び、沼隈半島を芦田川が流れる北東から瀬戸内海のある南西に向けて斜めに横切る。

### 路線データ
広島県告示第407号に基づく起終点は次のとおり。
- 本線 : （Google マップ）
- 起点 : 福山市[1]
- 終点 : 沼隈郡沼隈町[1]（現在の福山市沼隈町）
- 路線延長 : 実延長 9.68 km [1]

## 歴史
福山市の中心市街地域において「さんな道」、また沼隈地域において「福山往還」と呼ばれていた旧街道を草戸・山南・熊野・瀬戸・水呑の沼隈郡5か村による組合で1901年（明治34年）から6か年をかけ、約2間（3.6 m）に拡幅するとともに、道筋を一部変更して荷車が通れるように改良し、大正の末ごろから自動車が走るようになる。1924年（大正13年）に沼隈郡道編入、1930年（昭和5年）に広島県道編入。
1960年（昭和35年）に広島県告示第682号により広島県道248号下山南福山線として認定され、1972年（昭和47年）に広島県の県道番号再編による改称により広島県道388号下山南福山線となる。1966年（昭和41年）に「県道下山南福山線改修促進期成同盟会」が作られ、1986年（昭和61年）に2車線化が完了。1994年（平成6年）の広島県告示第407号をもって広島県道72号福山沼隈線となった。

### 年表
- 1993年（平成5年）
  - 5月11日 : 建設省告示第1270号により広島県道388号下山南福山線が、主要地方道福山沼隈線に指定[5]。
- 1994年（平成6年）
  - 4月1日 : 広島県告示第407号により現行の路線番号および路線名称に改称。
- 2005年（平成17年）
  - 2月1日 : 沼隈郡沼隈町が福山市に編入。これにより全線が福山市域のみを通る路線となる。

## 路線状況
すでに2車線化されている路線ではあるものの道路規格が低い上に、起点の「洗谷三差路交差点」を先頭に渋滞が発生することや、福山市の中心市街地域と沼隈地域および内海地域を結ぶ幹線道路として位置付けられており、バイパス道路として「福山沼隈道路」の整備が計画されている。
また、福山市の中心市街地域から沼隈地域の中心部および内海地域への短絡道路としては、本路線の「天神山下交差点」（沼隈町中山南）と広島県道47号鞆松永線の「林崎交差点」（沼隈町草深）を結ぶ2車線の福山市道が存在するものの、この福山市道は線形上の問題から大型車の通行が禁止されている。

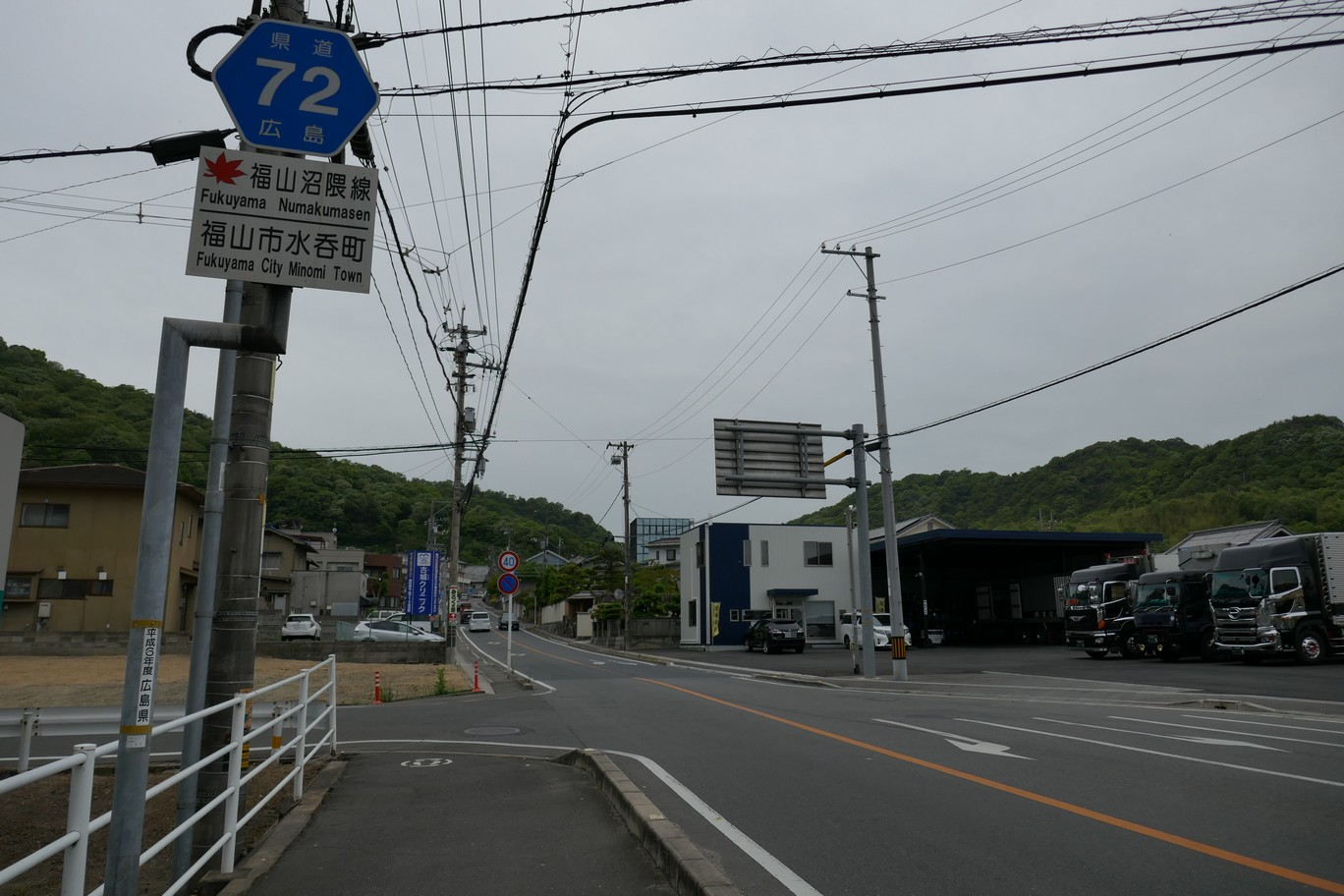
広島県道72号福山沼隈線（広島県福山市水呑町）

### 重用区間
- 広島県道251号後山公園洗谷線（水呑町・洗谷三差路交差点 - 瀬戸町長和）

## 地理

### 通過する自治体
- 広島県
  - 福山市

### 交差する道路
- 広島県道22号福山鞆線（水呑町・洗谷三差路交差点、起点）
- 広島県道251号後山公園洗谷線（愛称・福山グリーンライン）（瀬戸町長和）
- 広島県道381号熊野瀬戸線（熊野町）
- 広島県道382号熊野松永線（熊野町）
- 広島県道47号鞆松永線（沼隈町下山南・平迫交差点、終点）

### 沿線にある施設など

#### 主要施設
- 熊野水源池 （熊野町） [7]
- 広島県立沼隈特別支援学校（沼隈町上山南）
- 八日谷貯水池 （沼隈町中山南）
- 広島県立沼南高等学校（沼隈町下山南）

#### 名所・旧跡・観光地
- 一乗山城跡 （熊野町） …… 福山市水源地のほとりにある山城の跡。
- 八日谷 （沼隈町中山南） …… 平家の落人伝説のある集落。菖蒲園がある。
- みろくの里（藤江町、沼隈町上山南）